# 伊特尔 (加来海峡省)
伊特尔（法語：Ytres，法語發音：[itʁ]）是法国加来海峡省的一个市镇，属于阿拉斯区。

## 地理
伊特尔（50°3'53"N, 2°59'34"E）面积4.26 平方千米，位于法国上法蘭西大區加来海峡省，该省份为法国北部沿海省份，西北濒北海，南至索姆省，东临北部省。
与伊特尔接壤的市镇（或旧市镇、城区）包括：贝当古、比斯、莱谢勒、讷维尔布尔容瓦勒、吕约尔库尔、埃康库尔、埃特里库尔-马南库尔。

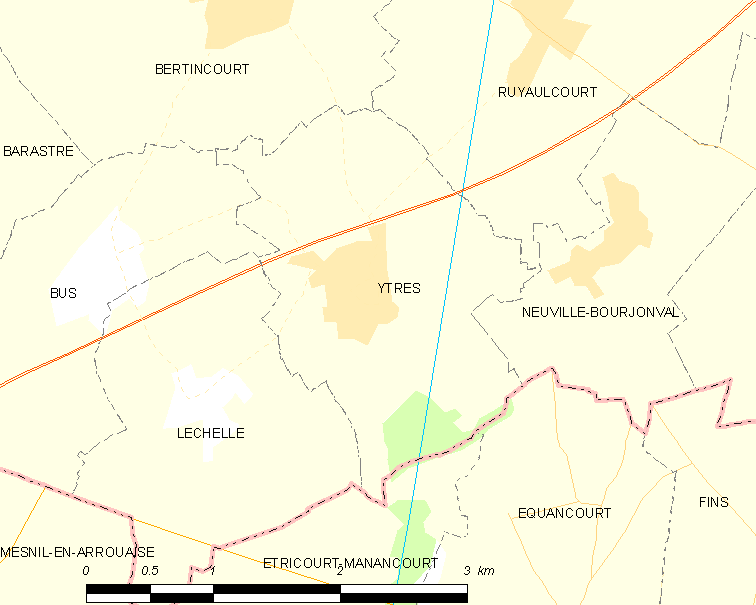
的OSM定位图

伊特尔的时区为UTC+01:00、UTC+02:00（夏令时）。

## 行政
伊特尔的邮政编码为62124，INSEE市镇编码为62909。

## 政治
伊特尔所属的省级选区为巴波姆县。

## 人口

1962-2008年间人口变化图示

伊特尔于2022年1月1日时的人口数量为428人。